# 日本工业大学
日本工业大学（日语：／），简称日本工大，是本部设在日本埼玉县宮代町的私立大学。

## 简介
日本工业大学建校于明治40（1907）年，前身为東京工科学校。位于紧邻东京都的琦玉县，至东京做电车只需30分钟。交通便利。在接受中国留学生方面，该校定期接受华中科技大学的国费留学生，深造本科，硕士，博士课程。并且和浙江大学和中国海洋大学也有留学生交流。该校的工业技术博物馆收藏了日本工业化以来的所有工业设备模型，见证了日本工业化的发展步伐。被日本文部科学省认定为日本国家工业技术遗产。该工业技术博物馆实行免费开放制度。该校实行的"工房"教育被日本文部科学省认定为具有特色的大学教育计划而给与特别经费支援。该校特点是纯理工系大学，并且有从初中，高中，短期大学，专门学校，大学，大学研究生院，社会人研究生院这一系列完备的附属学校体系。毕业校友超过30000人，现在活跃在理工学科的各个领域。2007年，日本工业大学建校100周年。日本工业大学 （页面存档备份，存于）

## 本科专业设置
- 机械工学科
- 机械制造学科
- 电气工学科
- 电子工学科
- 建筑学科
- 情报工学科
- 通信工学科
- 创造系统工学科
- 环境工学科
- 教养共通学科
- 加拿大留学交流中心

## 大学院专业
（博士前期课程（修士） 博士后期课程）
- 机械工学专攻
- 电气工学专攻
- 建筑学专攻
- 情报通信工学专攻
- 系统工学专攻

## 留学生别科
日本工业大学大学院的留学生一年的学费总共65万日元左右，在理工科大学中属于中下水平，因此日本工业大学的大学院性价比显得尤为突出。另外大学院提供TA和RA的研究机会，并提供各种奖学金机会。

## 资料出处
- 日本工业大学官方网站（日文 英语 中文 韩语 泰语） （页面存档备份，存于）